# Warszawa Główna Towarowa
Warszawa Główna Towarowa – towarowa stacja kolejowa w Warszawie, w województwie mazowieckim, w Polsce. 

## Opis
Stacja została rozbudowana po II wojnie światowej, była stacją rozrządową z górką rozrządową. Była największą stacją kolejową w Warszawie.
Na stacji istnieją dwa perony przeznaczone dla pociągów służbowych. Wyposażona jest w semafory świetlne. Na stacji odbywa się głównie ruch towarowy, ruch pasażerski jest prowadzony w wyjątkowych sytuacjach.